# Religió semítica antiga
Les religions semítiques antigues engloben les religions politeistes dels pobles semites de l'Antic Orient Pròxim i el Nord-est d'Àfrica. Atès que el terme semítica en si representa una categoria aproximada quan es refereix a les cultures, a diferència de les llengües, els límits definitius del terme "religió semítica antiga" són només aproximats.
Les tradicions semítiques i els seus panteons es troben en categories regionals: religions cananees del Llevant incloent entre elles la religió hebrea antiga politeista dels israelites; la religió babilònica d'inspiració sumèria de Mesopotàmia; la religió de Cartago; i el politeisme àrab.
El politeisme semític possiblement va passar al monoteisme abrahàmic per mitjà del déu El, el nom del qual "El" אל, o elohim אֱלֹהִים és una paraula per a "déu" en hebreu, associada a l'àrab ʼilāh אלה, que significa déu.